# Лук пскемский
Лук пскемский (лат. Allium pskemense) — многолетнее травянистое растение, вид рода Лук (Allium) семейства Луковые (Alliaceae).

## Распространение и экология
В природе ареал вида охватывает Среднюю Азию.
Произрастает в трещинах скал и на каменистых местах.

## Ботаническое описание
Луковицы удлинённо-яйцевидные, диаметром 4—6 см, с красно-бурыми, тонкокожистыми, цельными оболочками, по нескольку прикреплены к корневищу. Стебель мощный, высотой 40—80 см, полый, ниже средины полого вздутый, при основании одетый гладкими влагалищами листьев.
Листья в числе трёх, цилиндрические, к верхушке суженные, дудчатые, прямые, толщиной 2—3 см, в 2 раза короче стебля.
Чехол приблизительно равен зонтику. Зонтик шаровидный, густой, многоцветковый. Цветоножки равные, в 3—4 раза длиннее околоцветника, при основании с прицветниками. Листочки звёздчатого околоцветника белые, с мало заметной жилкой, равные, продолговатые, тупые, длиной около 6 мм. Нити тычинок немного длиннее листочков околоцветника, при основании между собой и с околоцветником сросшиеся, шиловидные. Столбик короче коробочки.
Коробочка шаровидно-трёхгранная.

## Использование в кулинарии
Пскемский лук обладает хорошим вкусом зелени и сильным ароматом и вкусом луковиц. Используется в киргизской, казахской, таджикской и узбекской кухне, обычно в маринованном виде.

## Таксономия
Вид Лук пскемский входит в род Лук (Allium) семейства Луковые (Alliaceae) порядка Спаржецветные (Asparagales).
|  |                                      |  |                                                             |                                                             |                   |  | ещё 24 семейства (согласно Системе APG II) | ещё 24 семейства (согласно Системе APG II) |                     |  |  |  | ещё более 870 видов |
|  |                                      |  |                                                             |                                                             |                   |  | ещё 24 семейства (согласно Системе APG II) | ещё 24 семейства (согласно Системе APG II) |                     |  |  |  | ещё более 870 видов |
|  |                                      |  |                                                             | порядок Спаржецветные                                       |                   |  |                                            |                                            | род Лук             |  |  |  |                     |
|  |                                      |  |                                                             | порядок Спаржецветные                                       |                   |  |                                            |                                            | род Лук             |  |  |  |                     |
|  | отдел Цветковые, или Покрытосеменные |  |                                                             |                                                             | семейство Луковые |  |                                            |                                            | вид Лук пскемский   |  |  |  |                     |
|  | отдел Цветковые, или Покрытосеменные |  |                                                             |                                                             | семейство Луковые |  |                                            |                                            |                     |  |  |  |                     |
|  |                                      |  | ещё 44 порядка цветковых растений (согласно Системе APG II) | ещё 44 порядка цветковых растений (согласно Системе APG II) |                   |  |                                            | ещё около 300 родов                        | ещё около 300 родов |  |  |  |                     |
|  |                                      |  |                                                             | ещё 44 порядка цветковых растений (согласно Системе APG II) |                   |  |                                            |                                            | ещё около 300 родов |  |  |  |                     |